# Hans Flächsner
Karl Fritz Hans Flächsner, auch Flaechsner (* 21. August 1896 in Berlin; † 1985), war ein deutscher Jurist. Er war Verteidiger von Albert Speer während der Nürnberger Prozesse.

## Leben
Hans Flächsner studierte Rechtswissenschaften in Tübingen und Berlin. In Berlin legte er 1921 das erste Staatsexamen ab. 1921 promovierte er mit dem Thema „Die rechtliche Natur der stillen Gesellschaft“ und 1924 schloss er das Zweite Staatsexamen ab. Anschließend trat er in die Kanzlei vom Berg ein, welche fortan als Sozietät vom Berg Flächsner mit Notariat firmierte. Vor dem Krieg vertraten sie u. a. mittelständische Berliner Unternehmen, aber auch bekannte Persönlichkeiten.
Bei den Nürnberger Prozessen von Oktober 1945 bis Oktober 1946 war er Verteidiger des ehemaligen Rüstungsministers Albert Speer. Speer wurde in zwei von vier Anklagepunkten für schuldig befunden und zu 20 Jahren Haft verurteilt. Zudem befragte Flächsner Speer vor Gericht am 20. Juni 1946 zu dessen geplantem Attentat auf Hitler mit Giftgas.
Im Flick-Prozess (Fall 5 der Nachfolgeprozesse; USA gegen Friedrich Flick et al.), welcher von April 1947 bis Ende Dezember 1947 dauerte, war er Verteidiger von Otto Steinbrinck. Steinbrinck war als einziger im Flick-Prozess wegen seiner Mitgliedschaft in einer verbrecherischen Organisation, der SS, angeklagt und wurde auch für schuldig befunden. In den zusätzlichen vier Anklagepunkten wurde er bei drei für unschuldig gehalten und zu einer fünfjährigen Haftstrafe verurteilt.
Im I.G.-Farben-Prozess (Fall 6 der Nachfolgeprozesse), welcher von Mitte August 1947 bis Ende Juli 1948 dauerte, war er Verteidiger von Heinrich Bütefisch. Dieser wurde nur in einem von fünf Anklagepunkte schuldig gesprochen und erhielt eine Freiheitsstrafe von sechs Jahren.
Flächsner betrieb in Berlin ein Anwaltsbüro und gehörte einer Reihe von Aufsichtsräten an. So war er u. a. Vorsitzender des Aufsichtsrates der Beton- und Tiefbau Mast AG in Berlin und stellvertretender Vorsitzender des Aufsichtsrates der Bayerischen Metallwerke AG in Dachau.
Im Film Speer und Er (2005) wird Flächsner von Joachim Bißmeier verkörpert.
Flächsner war der Onkel von Gerold Bezzenberger.